# Форт-Нокс

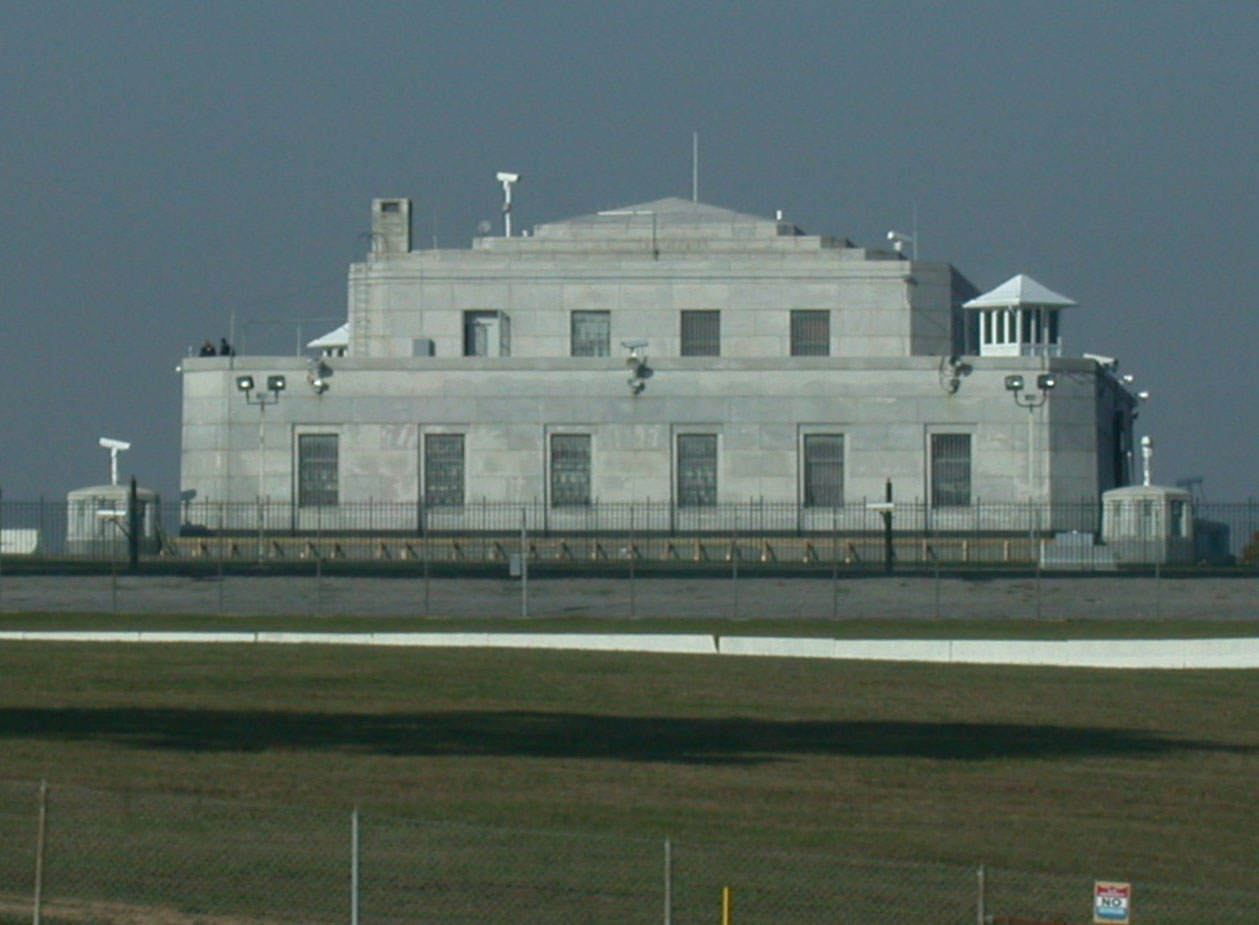
Сховище золотого запасу США

37°52′59.60″ пн. ш. 85°57′55.29″ зх. д. / 37.8832222° пн. ш. 85.9653583° зх. д.
Форт-Нокс (англ. Fort Knox) — військова база США, знаходиться майже в центрі військового містечка Форт-Нокс в 30 милях на південний захід від Луісвілла, штат Кентуккі і займає площу в 44 000 га (440 км²). На даний час належить американській армії й до 2010 року використовувалася як школа танкістів. У період з 2005 по 2010 рік Танкова школа Армії США була переведена з Форт-Нокса на базу Форт-Беннінг.
Також на території військової бази Форт-Нокс розташоване наявне з 1936 року сховище золотих запасів США, де знаходиться 4176 тонн (4603 американських тонн) золота в зливках (147400000 тройських унцій). Воно займає друге місце в Сполучених Штатах, поступаючись лише Федеральному резервному банку Нью-Йорка, що зберігає близько 5000 тонн золота багатьох іноземних держав, центральних банків та офіційних міжнародних організацій.
Золоте сховище по праву вважається одним з найзахищеніших у світі. Його стіни складаються з граніту, покритого шаром бетону, а вхід захищають двері масою в 20 тонн; для того, щоб їх відкрити необхідно знати код, який розділений на частини між кількома людьми, повністю його ніхто не знає. На випадок нападу передбачена автономна система життєзабезпечення, що охоплює запаси продовольства, води і електростанцію. Тому в ньому зберігалися багато цінних речей, так під час Другої світової війни туди були поміщені королівські регалії Великої Британії і Велика хартія вольностей.